# Кінтанілья-дель-Коко

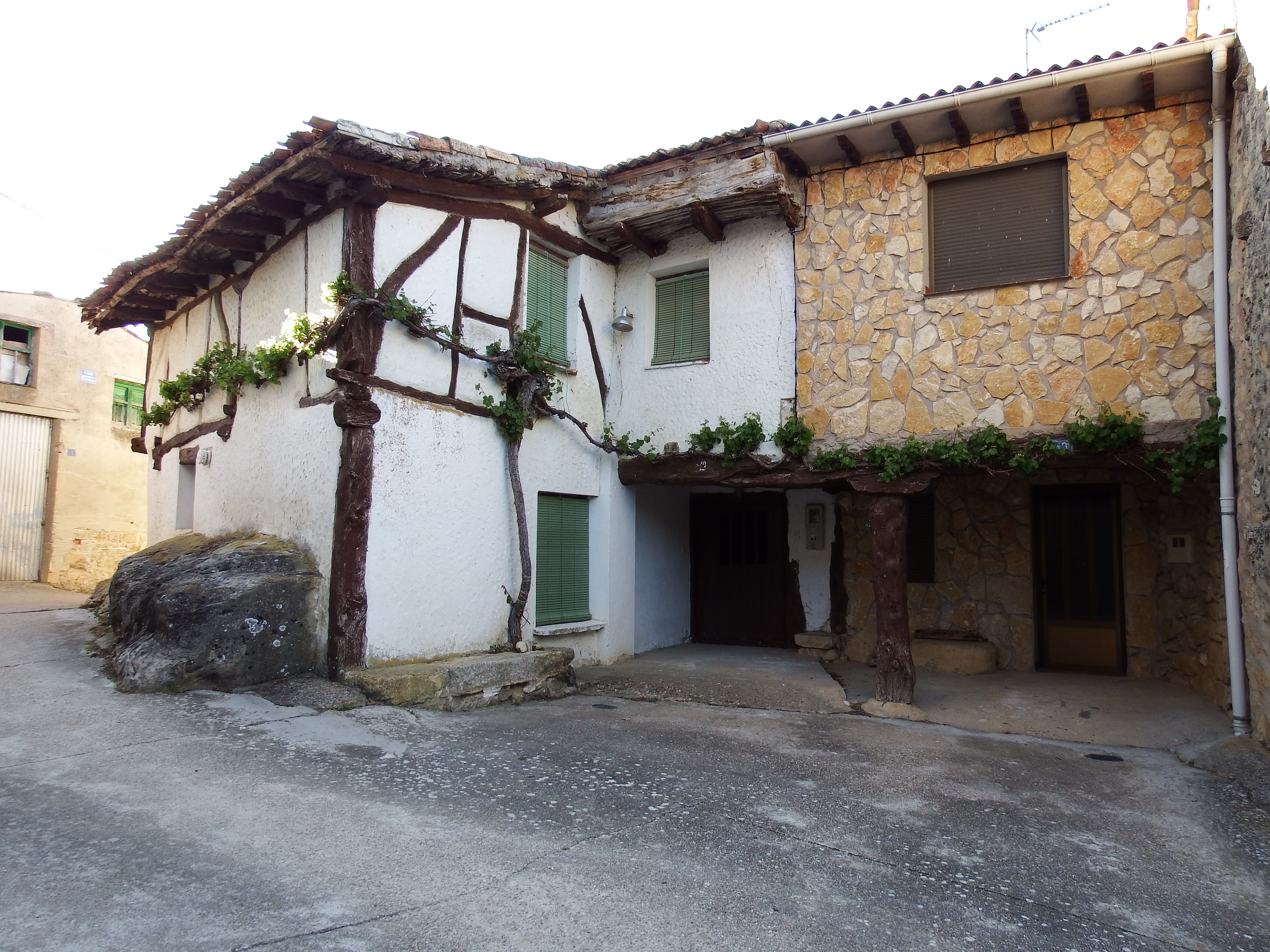

Кінтанілья-дель-Коко (ісп. Quintanilla del Coco) — муніципалітет в Іспанії, у складі автономної спільноти Кастилія-і-Леон, у провінції Бургос. Населення — 86 осіб (2010).
Муніципалітет розташований на відстані близько 170 км на північ від Мадрида, 43 км на південь від Бургоса.
На території муніципалітету розташовані такі населені пункти: (дані про населення за 2010 рік)
- Кастросеніса: 41 особа
- Кінтанілья-дель-Коко: 45 осіб

## Демографія
Динаміка населення (INE ):